# Ferrovia Bolzano-Merano
La ferrovia Bolzano–Merano è una linea ferroviaria italiana gestita da RFI che collega le città di Bolzano e Merano, lungo la valle dell'Adige.

## Storia

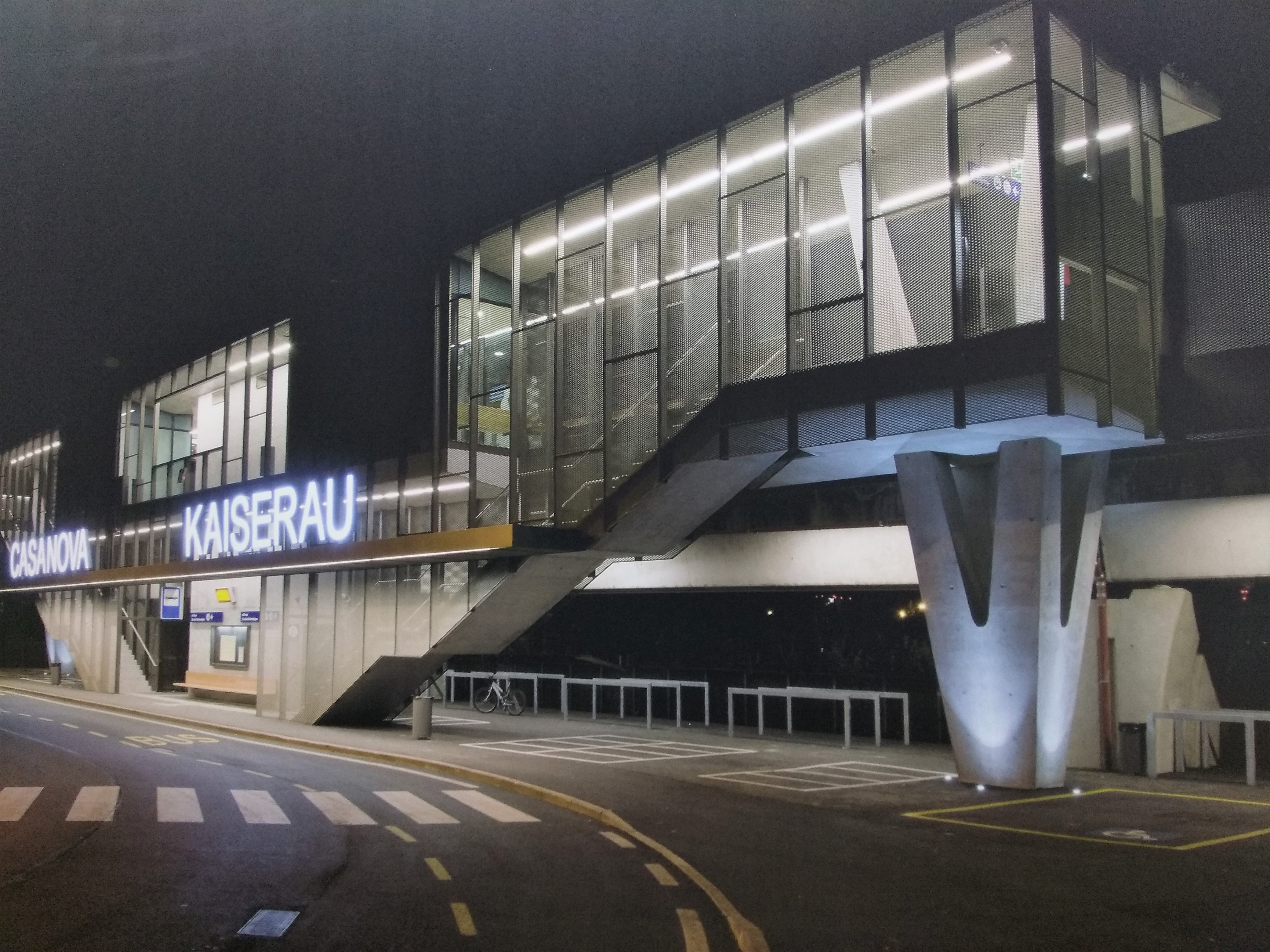
La stazione Casanova-Kaiserau a Bolzano

La linea venne progettata dalle k.k. Südbahnen ("ferrovie imperial-regie del Sud") dell'impero austriaco nella seconda metà del XIX secolo, con origine nella stazione di Bolzano della Brennerbahn aperta dal 16 maggio 1859 fino a Trento e a Verona e fino a Innsbruck dal 24 agosto 1867.
Nell'idea originaria, la linea doveva essere solo una piccola parte di un più importante progetto di collegamento internazionale, trasversale alpino, che avrebbe dovuto collegare l'area delle Alpi Retiche e la Val Venosta e da qui scendere fino a Venezia, realizzando una "via dell'oriente" dall'Inghilterra all'Adriatico, che escludeva la Francia e le sue ferrovie. Ma tale progetto, anche per mancanza di fondi dati da una crisi economica proveniente dalla capitale, si arenò. Il progetto venne a lungo dilazionato e osteggiato, soprattutto dal governo asburgico, e quando la tratta venne finalmente aperta all'esercizio, l'11 giugno del 1880, venne classificata soltanto quale linea secondaria, gestita dalla società privata Bozen-Meraner Bahn (BMB). I fondi garantiti dallo stato furono pari a 4,1 milioni di fiorini, il costo totale fu di 5,4 milioni di fiorini; i soci del consorzio dovettero aggiungere il mancante ottenendo così una garanzia del 10%. Inizialmente il servizio offerto era sì molto frequentato, ma di scarsa qualità. Gli argini dell'Adige furono bonificati e ciò comportò benefici per l'importante coltivazione delle mele. Fu solamente così che si ottenne un miglioramento nei servizi: vennero costruite sale d'attesa, biglietterie, appartamenti per il personale e depositi merci. Vennero appagati i gusti dei viaggiatori locali più facoltosi per rifinire le decorazioni delle stazioni.
Nel 1906, con l'apertura della ferrovia della Val Venosta, si realizzò il secondo tratto del progetto; in piena grande guerra ebbero poi inizio i lavori di prolungamento verso il passo di Resia, con la costruzione di una ventina di chilometri di tracciato, che tuttavia non venne mai terminato.
A seguito della sconfitta dell'impero austro-ungarico nella prima guerra mondiale, che comportò lo spostamento del confine con l'Italia sullo spartiacque alpino, anche la linea da Bolzano a Malles passò sotto la giurisdizione delle Ferrovie dello Stato, assieme alle sue locomotive a vapore, inquadrate nel nuovo gruppo 899. Nel 1935 le FS procedettero all'elettrificazione della linea fino a Merano con il sistema trifase a 3600 V.
Il tracciato era in sede propria già all'uscita dalla stazione di Bolzano, correndo lungo l'argine del torrente Isarco, per poi risalire la valle dell'Adige. La prima sezione, lunga circa 4,4 km, fino ai piedi di castel Firmiano, venne co-utilizzata - fra il 1898 e il 1971 - dalla ferrovia Bolzano-Caldaro.
Negli anni venti, con la costruzione della zona industriale e la conseguente espansione a sud, si rese necessario realizzare due passaggi a livello in corrispondenza dei nuovi ponti "Roma" e "Resia". La ferrovia tagliava così praticamente in due la città, creando già allora disagi al traffico stradale. Venne quindi proposto lo spostamento del binario, da affiancare alla "principale" linea del Brennero fino quasi all'aeroporto, separandolo da qui su un rilevato indipendente per ricongiungerlo all'esistente presso la citata diramazione verso Caldaro.

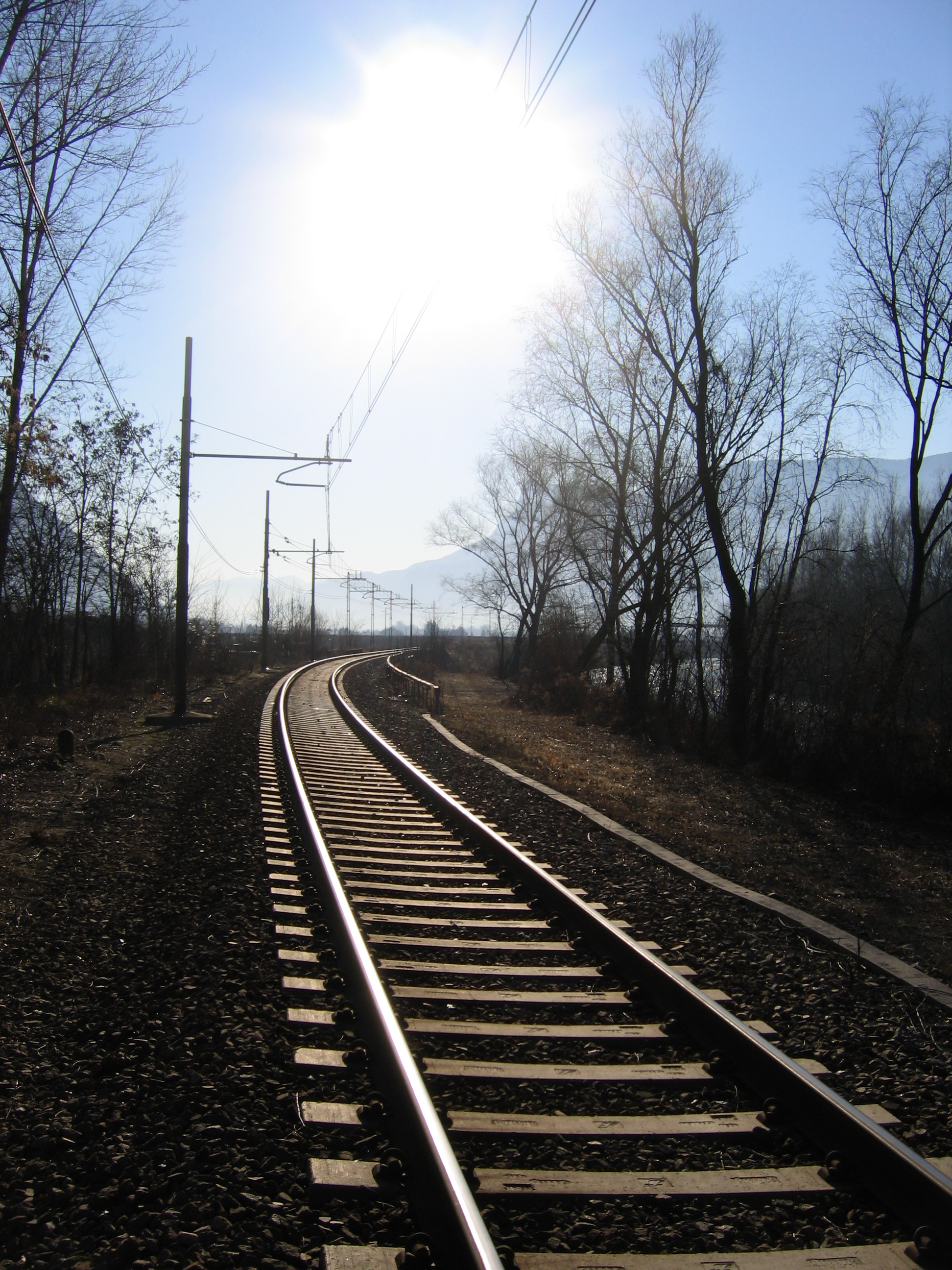
Un tratto della linea ferroviaria Bolzano-Merano

Lo scoppio della seconda guerra mondiale congelò il progetto. Nel dopoguerra l'idea tornò alla ribalta, ma - soprattutto per la mancanza di finanziamenti da parte FS - non vide la luce fino al 1980. In quell'anno si inaugurò finalmente la variante, il cui manufatto più importante era un lungo viadotto che sovrappassava l'intera area di ulteriore espansione prevista per la zona industriale e il torrente Isarco. Va annotato che l'opera venne finanziata dal Comune di Bolzano. Venne anche istituita una nuova fermata, denominata "Bolzano Sud", spostata nel 1998 a circa metà del viadotto, in corrispondenza della costruenda "nuova Fiera di Bolzano". È particolare la conformazione di questa realizzazione, in quanto consiste praticamente in un secondo viadotto - parallelo e a quota di poco superiore a quello ferroviario, ma non unito ad esso -, che ospita il marciapiede per la salita e discesa dei viaggiatori, oltre alle scale di accesso e a un ascensore.
Nel 1952 la ferrovia, contemporaneamente alla tratta Trento-Bolzano, venne convertita al sistema di elettrificazione in corrente continua, tuttora in opera.
Furono proposte anche delle rettifiche, mai realizzate, del tortuoso tracciato della linea che, seguendo per lunghi tratti le anse del fiume Adige, non consente velocità elevate.
Un ulteriore "collo di bottiglia" è rappresentato da un tratto di circa due chilometri fra la radice sud della stazione di Bolzano e la cabina di diramazione presso la zona industriale, dove la "Meranese" coutilizza i due binari della linea del Brennero, rallentando l'intenso traffico di quest'ultima.
Nei primi anni novanta venne scavato un "foro pilota" per una successiva galleria a tre binari sotto il promontorio del Virgolo, sia per risolvere questo problema, sia per eliminare un tratto soggetto frequentemente a caduta di massi. Varie difficoltà "urbanistiche" ne impedirono la realizzazione.
Dalla fine di agosto del 2008, nell'ambito della completa banalizzazione della linea del Brennero - con la possibilità di far marciare i convogli parallelamente - e la posa di una nuova "comunicazione" fra i due binari presso la citata cabina di diramazione, è possibile fare entrare o uscire contemporaneamente due treni dallo scalo bolzanino, alleviando parzialmente la situazione.
La linea ha svolto in tempi passati un intenso traffico merci, essendo dotata di numerosi raccordi con aziende dislocate in prossimità del tracciato, mentre il traffico viaggiatori, in continuo calo, ha risentito delle strategie riduttive delle FS determinando nel 1990 la chiusura della linea per Malles e l'ulteriore diminuzione dell'offerta.
Da citare anche varie relazioni dirette - ora soppresse - con Bologna, Venezia e treni turistici verso la Germania.
Solo in seguito al passaggio giurisdizionale e gestionale della Ferrovia della Val Venosta alla Provincia autonoma di Bolzano (nel maggio 2005), l'istituzione di nuove fermate, l'inserimento nel "sistema tariffario integrato provinciale" e collegamenti diretti da Malles a Bolzano, la frequentazione della Merano-Bolzano è tornata a crescere.
Dal settembre 2005, oltre ai treni operati da Trenitalia, la linea è servita da convogli SAD, che hanno permesso l'introduzione dell'orario cadenzato con frequenza di mezz'ora.

## Caratteristiche
La linea è a binario unico ed è lunga 31,8 km. È elettrificata a corrente continua a 3 kilovolt come il resto della rete ferroviaria nazionale.

## Treni utilizzati
I convogli utilizzati nella maggior parte dei casi sono dotati di sei casse. I treni usati principalmente sono ETR170 di Stadler, ETR526 di Alstom e le E464 con le carrozze Medie Distanze di Trenitalia.

## Futuro
Un progetto per il futuro è il raddoppio della linea.

## Percorso
| Continuation backward |

| Station on track |

|  |  | Unknown route-map component "xKRWgl" | Unknown route-map component "KRW+r" |  |

| 150+000 |
| 0+000   |

|  | Unknown route-map component "uexCONTgq" | Unknown route-map component "exmKRZo" | Straight track |  |

|  |  | Unknown route-map component "exSTR" | Unknown route-map component "hKRZWae" |  |

|  |  | Unknown route-map component "exhKRZWae" | Straight track |  |

|  |  | Unknown route-map component "exSTR" | Unknown route-map component "emKRZo" | Unknown route-map component "uexCONTfq" |

|  |  | Unknown route-map component "exHST" | Straight track |  |

|  |  | Unknown route-map component "exSTR" | Unknown route-map component "ABZgl" | Unknown route-map component "CONTfq" |

| 148+390 |
| 0+362   |

|  |  | Unknown route-map component "exSTR" | Unknown route-map component "eHST" |  |

|  |  | Unknown route-map component "exSTR" | Unknown route-map component "hSTRa@g" |  |

|  |  | Unknown route-map component "exSTR" | Unknown route-map component "hHST" |  |

|  |  | Unknown route-map component "exHST" | Elevated |  |

|  |  | Unknown route-map component "exSTR" | Unknown route-map component "hSKRZ-A" |  |

|  |  | Unknown route-map component "exSTR" | Unknown route-map component "hKRZW" |  |

|  |  | Unknown route-map component "exSTR" | Unknown route-map component "hHST" |  |

|  |  | Unknown route-map component "exSTR" | Unknown route-map component "hSTRe@f" |  |

|  |  | Unknown route-map component "xKRWg+l" | Unknown route-map component "KRWr" |  |

|  |  | Unknown route-map component "eABZgl" | Unknown route-map component "exCONTfq" |  |

| Station on track |

| Stop on track |

| Station on track |

| Station on track |

| Station on track |

|  | Unknown route-map component "exKRW+l" | Unknown route-map component "eKRWgr" |  |  |

|  | Unknown route-map component "exHST" | Station on track |  |  |

|  | Unknown route-map component "exSTRl" | Unknown route-map component "eKRZ" | Unknown route-map component "exCONTfq" |  |

| Unknown route-map component "eBHF" |

| Unknown route-map component "eDST" |

| Station on track |

|  | Unknown route-map component "uexCONTgq" | Unknown route-map component "emKRZ" | Unknown route-map component "uexCONTfq" |  |

| Unknown route-map component "hKRZWae" |

|  | Unknown route-map component "uexCONTgq" | Unknown route-map component "emKRZo" | Unknown route-map component "uexCONTfq" |  |

| Station on track |

| Continuation forward |